# Perdikkas III

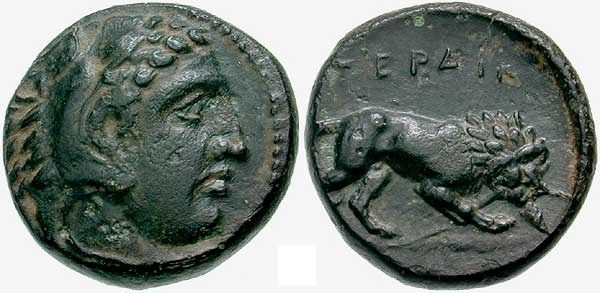
Stater med Perdikkas III.

Perdikkas III (grekiska: Περδίκκας Γ`) var kung över Makedonien mellan 364 och 359 f.Kr.  Han var son till Amyntas III och Euridike och hade själv sonen Amyntas IV som efterträdde honom som kung.
Perdikkas var fortfarande mycket ung när Ptolemaios från Aloros 368 f.Kr. mördade hans äldre bror Alexander II vilket ledde till att Perdikkas ärvde tronen. Ptolemaios regerade dock över riket på grund av att Perdikkas var minderårig tills denne dödade honom 364 f.Kr. och övertog kungamakten.